# Charles-François Pichot de Kerdisien de Trémais
Charles-François Pichot de Kerdisien de Trémais, né vers 1724 aux environs de Brest et décédé le 9 août 1784 à L'Acul (Saint-Domingue), administrateur français.

## Biographie
Commissaire de la Marine chargé d’enquêter dans l'Affaire du Canada, il devient ensuite subdélégué général de l'intendant de Saint-Domingue, commissaire ordonnateur du Cap-Français et premier conseiller des conseils supérieurs du Cap-Français et de Port-au-Prince. Il occupe les fonctions de commissaire général de Saint-Domingue à partir du 23 janvier 1769 et est nommé commissaire général de la Marine en 1771.

## Sources
- Dictionnaire biographique du Canada, vol. 4, Université Laval/University of Toronto, 1980